# Quassera
Il Quassera, anche detto Rio Quassa, è un piccolo torrente che per buona parte del suo percorso segna il confine tra Ispra e Ranco. Nasce nella frazione di Barza, come il Riazzale, nella quale sono presenti molte altre sorgenti, tra cui quella dell'acquedotto e il cosiddetto Fontanone, probabilmente dovute alla riemersione dell'acqua piovana e del lago infiltratasi nel sottosuolo. Il suo nome fa pensare che il luogo stesso in cui scorre, la piana della Quassa, sia stato un tempo una palude, quasi sicuramente formata dall'acqua rimasta da quando il lago, secoli fa, si trovava 2-3 metri più in alto di ora, poi drenata per creare nuovi terreni agricoli. Si sa infatti che nel medioevo il Quassera era chiamato Guazzera, derivato da aguazzo, che significa
paludoso, fangoso, ricco d'acqua; basti pensare alla cascina Paludi, situata nel territorio di Angera e vicina al luogo in questione. Il torrente sfocia nel Lago Maggiore non lontano dal Sasso Cavallazzo, un masso erratico trasportato dai ghiacciai.